# Eichberg (Bad Berneck im Fichtelgebirge)
Eichberg ist ein Gemeindeteil der Stadt Bad Berneck im Fichtelgebirge im Landkreis Bayreuth (Oberfranken, Bayern). Eichberg liegt in der Gemarkung Nenntmannsreuth.

## Geografie
Der Weiler liegt am Eichelberg (401 m ü. NHN). Eine Gemeindeverbindungsstraße führt nach Kremitz (1,4 km nordwestlich) bzw. nach Falkenhaus (0,3 km südöstlich).

## Geschichte
In der Bayerischen Uraufnahme, die in der ersten Hälfte des 19. Jahrhunderts erstellt wurde, sind an der Stelle Eichbergs drei Anwesen verzeichnet mit den Hausnummern 17, 18 und 19 des Ortes Nenntmannsreuth. In einem Ortsverzeichnis, das 1869 herausgegeben wurde, wurde für die Gemeinde Neudorf angegeben, dass sie aus sechs Ortschaften besteht, d. h., dass zu diesem Zeitpunkt Eichberg als Ortschaft gezählt wurde. In dem 1877 veröffentlichten Ortsverzeichnis wird Eichberg explizit als Gemeindeteil von Neudorf aufgeführt. Im Zuge der Gebietsreform in Bayern wurde Eichberg am 1. April 1972 in Bad Berneck im Fichtelgebirge eingegliedert.

### Einwohnerentwicklung
| Jahr      | 001871 | 001885 | 001900 | 001925 | 001950 | 001961 | 001970 | 001987 |
| Einwohner | 3      | 14     | 19     | 19     | 20     | 10     | 12     | 21     |
| Häuser    |        | 4      | 3      | 3      | 4      | 4      |        | 5      |
| Quelle    | [ 7 ]  | [ 11 ] | [ 12 ] | [ 13 ] | [ 14 ] | [ 15 ] | [ 16 ] | [ 1 ]  |

## Religion
Eichberg ist evangelisch-lutherisch geprägt und nach St. Walburga (Benk) gepfarrt.